# جان مارك ديغريف
جان مارك ديغريف Jean-Marc Degraeve (ولد في 26 يناير 1971) لاعب شطرنج فرنسي يحمل لقب أستاذ كبير.

## إنجازات
- فاز ببطولة فرنسا للشطرنج للشباب عام 1987.
- لعب في العديد من الدورات الدولية منها أولمبياد الشطرنج المقام في بليد عام 2002.
- فاز بدورة كابيل لاغراند المفتوحة للشطرنج عام 2017.

## ألقاب
- نال لقب أستاذ دولي عام 1991.
- نال لقب أستاذ كبير عام 1998.

## تصنيف
- بلغ في تصنيف إيلو 2570 في يناير 2018.

## روابط خارجية
- جان مارك ديغريف على موقع الاتحاد الدولي للشطرنج (الإنجليزية)
- جان مارك ديغريف على موقع مباريات الشطرنج (الإنجليزية)
- جان مارك ديغريف على موقع 365Chess.com (الإنجليزية)
- جان مارك ديغريف على موقع Chesstempo.com (الإنجليزية)
- جان مارك ديغريف سجل أولمبياد الشطرنج على موقع OlimpBase.org (الإنجليزية)